# سوراخ موش (ترانه)
«سوراخ موش» ترانه‌ای اعتراضی از خواننده ایرانی توماج صالحی است که در ۱۴۰۰ به‌عنوان تک‌آهنگ منتشر شد. وی به دلیل خواندن و انتشار این ترانه، توسط فرماندهی انتظامی در ایران بازداشت و متهم به «محاربه» و «فساد فی‌الارض» شد.